# Blumenthal (zámek)
Zámek Blumenthal leží na řece Ecknach mezi sídly Klingen a Sielenbach v zemském okresu Aichach-Friedberg v Bavorsku. Renesanční vodní zámek je poprvé zmiňován roku 1296. Byl komendou německého řádu a potom byl 200 let ve vlastnictví rodu Fuggerů. V rozlehlém areálu zámku Blumenthal je starý pivovar, zahrada a mariánská kaple. Východně od zámku stojí zbytky kaple sv. Jiří.
V roce 1952 zřídila na zámku nadace Fuggersche Stiftungen domov důchodců především pro příslušníky šlechty z východní Evropy. Na zámku zemřel 23. ledna 1970 Karel Maria Chotek z Chotkova a Vojnína (1887–1970), zvaný Cary, z březenské větve rodu a o týden později i jeho manželka, maďarská hraběnka Livie, rozená Mailáthová de Székhely (1888–1970). Tito bezdětní manželé byli posledními soukromými majiteli zámku Veltrusy. Po druhé světové válce opustili Československo poté, co jim byl zkonfiskován český majetek na základě Benešových dekretů. Karel Maria zemřel jako ultimus familiae.